# Dauphin, Pennsylvania
Dauphin là một thị trấn thuộc quận Dauphin, tiểu bang Pennsylvania, Hoa Kỳ. Năm 2010, dân số của thị trấn này là 791 người.